# پرواز فضایی میان‌سیاره‌ای

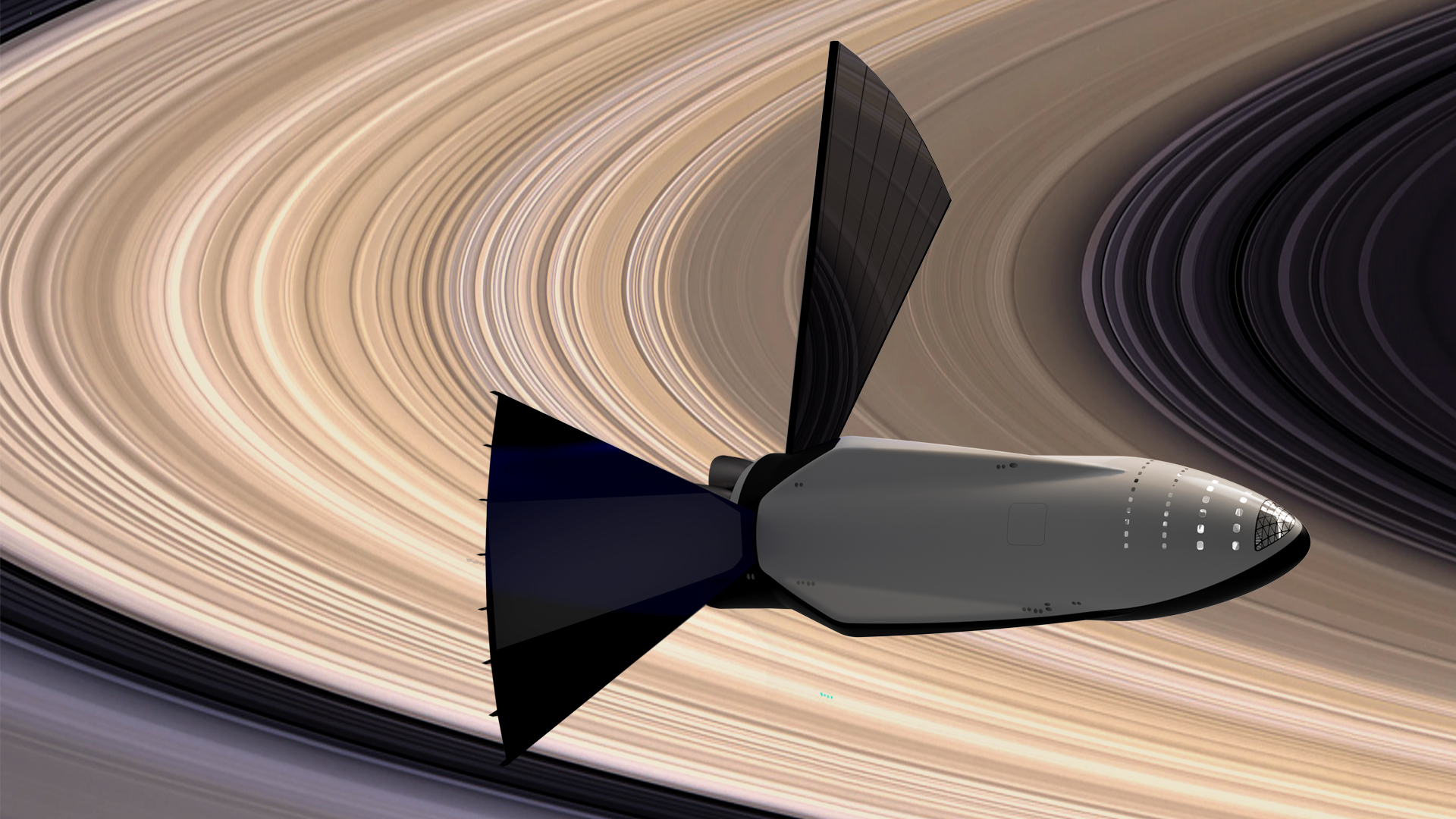
تصویری غیر واقعی از سفر میان ستاره ای

سفر میان ستاره ای پرواز فضایی میان‌سیاره‌ای یا سفر میان سیاره‌ای، سفری میان سیاره‌ها، معمولاً در یک سامانهٔ سیاره‌ای می‌باشد. در عمل پروازهای فضایی از این دست بین سیارات منظومهٔ خورشیدی محدود شده‌اند.